# Крик (фильм, 1957)
«Крик» (итал. Il grido) — кинофильм режиссёра Микеланджело Антониони, вышедший на экраны в 1957 году. Лента была удостоена приза на кинофестивале в Локарно.

## Сюжет
Альдо семь лет сожительствует с состоящей в браке Ирмой, муж которой отправился на заработки в Австралию. У них есть дочь Розина. Ирма старше Альдо. Альдо работает механиком на сахарном заводе.
Ирма получает известие, что её муж умер в Австралии. Альдо говорит, что теперь препятствий для их свадьбы нет, но Ирма заявляет, что не любит его и им лучше расстаться. Альдо пытается удержать Ирму, спорит с ней, избивает на глазах у жителей города, в ответ на что Ирма кричит, что это конец их отношений.
Альдо разговаривает с матерью, которая говорит, что стоило ли ожидать другого от женщины, которая уже раз предала мужчину.
Альдо и Розина уезжают из города. Они останавливаются у Эльвии (Бетси Блэр) и её младшей сестры Эдеры. Альдо ухаживал в прошлом за Эльвией, но бросил её ради Ирмы. Альдо снова начинает ухаживать за Эльвией, но к ней приезжает Ирма, просит передать Альдо его вещи и сообщает, что она порвала с ним. Эльвия и Альдо ссорятся. Эльвия обвиняет его в том, что он вернулся к ней только из-за того, что Ирма его прогнала. После танцев выпившая Эдера проявляет интерес к Альдо. После этих событий Альдо и Розина покидают их дом.
Они едут на бензовозе по шоссе и останавливаются на бензозаправке. Шофёр предлагает Альдо переждать день тут, чтобы не иметь проблем с полицией. Заправкой владеет молодая вдова Вирджиния. Альдо и Розина ночуют в сарае. Утром Вирджиния предлагает Альдо работу. С Вирджинией также живёт её отец, пристрастие к алкоголю которого постоянно доставляет ей неприятности. Вирджиния и Альдо начинают сожительствовать. После очередной проблемы с отцом Вирджиния решает сдать его в дом престарелых, для чего все вместе они едут в ближайший город. После посещения дома престарелых Розина теряется. Вирджиния и Альдо собираются заняться любовью. Это видит Розина и тяжело переживает. Вирджиния уговаривает Альдо вернуть Розину к матери, что он и делает. Но после расставания с дочерью он покидает Вирджинию.
Альдо устраивается на работу по очищению реки. Один из товарищей описывает работу в Латинской Америке. Альдо подумывает о том, чтобы податься в Венесуэлу, но оставляет эту мысль. Там же он мимолётно встречается с проституткой Андреиной.
После окончания работ Альдо попадает в бедный рыбацкий посёлок, где снова встречает Андреину. Он помогает ей, когда та заболела, и ухаживает за ней. Зимой, когда у них кончились деньги и еда, Андреина снова возвращается к своему ремеслу, после чего Альдо её покидает.
По дороге домой Альдо снова встречается с Вирджинией на бензозаправке. Она просит забрать его свои вещи. В доме он видит отца Вирджинии, который продолжает пьянство.
Альдо возвращается в родной город. На месте сахарного завода и соседних полей планируется построить военный аэродром. Жители города протестуют против строительства, чему препятствуют стянутые в это место войска. Альдо ищет Ирму. Он замечает Розину, которая входит в другой дом. Через окно он видит Ирму, которая пеленает младенца. Альдо направляется к сахарному заводу и поднимается на башню. За ним следует Ирма. Она пытается остановить Альдо, но он бросается с башни. Ирма кричит над трупом.
Действие фильма происходит на фоне индустриальных или туманных пейзажей.

## В ролях
- Стив Кокран — Альдо
- Алида Валли — Ирма
- Бетси Блэр — Эльвия
- Габриэлла Паллотта — Эдера
- Дориан Грей — Вирджиния
- Линн Шоу — Андреина
- Мирна Джирарди — Розина